# Jean Flandrin
Jean Flandrin (depois de 1301 - 8 de julho de 1415) foi um cardeal francês, Deão do Sagrado Colégio dos Cardeais.

## Biografia
Ele foi proposto bispo para a Sé de Carpentras em 1371, mas não foi eleito. Foi eleito arcebispo de Arles pelo antipapa Clemente VII em 24 de janeiro de 1379, mas a promoção não teve efeito. Então, foi eleito Arcebispo de Auch em 20 de maio de 1379, ocupando a Sé até sua promoção. Foi consagrado em 18 de dezembro de 1379, pelo cardeal Angelic de Grimoard, C.R.S.A. Ele publicou os estatutos da arquidiocese em 1383.
Foi criado pseudocardeal-presbítero no consistório de 17 de outubro de 1390, entrou na Cúria de Avinhão em 17 de junho de 1391 e pouco tempo depois recebeu o título de Santos João e Paulo. Presente na morte do antipapa Clemente VII em 16 de setembro 1394. Ele foi um dos poucos pseudocardeais que permaneceram com o Antipapa Bento XIII em setembro de 1398.
Passa para a ordem dos cardeais-bispos e recebe a sé suburbicária de Sabina em 13 de junho de 1405. Torna-se decano do Colégio dos Cardeais em junho de 1409. Ele permaneceu leal ao antipapa, até seu último dia.
Morreu em 8 de julho de 1415, talvez em Peñíscola, no Reino de Aragão. Foi sepultado na igreja de Saint-Laurent, Viviers, pois tinha começado a construção dessa igreja em 1381. O edifício foi destruído pelos protestantes no século XVI, seu túmulo foi recuperado das ruínas em 1880, durante a construção da atual igreja.

## Conclaves
- Conclave de 1394 - participou da eleição do Antipapa Bento XIII
- Conclave de 1404 - não participou da eleição do Papa Inocêncio VII
- Conclave de 1406 - não participou da eleição do Papa Gregório XII
- Conclave de 1409 - não participou da eleição do Antipapa Alexandre V
- Conclave de 1410 - não participou da eleição do Antipapa João XXIII